# ГЕС Jīnyuán
ГЕС Jīnyuán (金元水电站) — гідроелектростанція у центральній частині Китаю в провінції Сичуань. Знаходячись після ГЕС Jīnpíng, входить до складу каскаду на річці Jīntānghé, лівій притоці Дадухе, котра приєднується праворуч до Міньцзян (великий лівій доплив Янцзи). 
В межах проекту річку перекрили бетонною греблею висотою 27 метрів та довжиною 58 метрів. Вона утримує невелике водосховище з об’ємом 133 тис м3 (корисний об’єм 96 тис м3) та припустимим коливанням рівня поверхні у операційному режимі між позначками 2602 та 2610 метрів НРМ. 
Зі сховища ресурс транспортується до розташованого за 14 км машинного залу за допомогою прокладеного у лівобережному гірському масиві дериваційного тунелю. Основне обладнання станції становлять дві турбіни типу Френсіс потужністю по 60 МВт (номінальна потужність станції рахується як 108 МВт), які використовують напір у 412 метрів.